# Сијера Леоне на Светском првенству у атлетици у дворани 2018.
Сијера Леоне је учествовао на 17. Светском првенству у атлетици у дворани 2018. одржаном у Бирмингему од 1. до 4. марта. Репрезентацију Сијера Леонеа је на њеном једанаестом учешћу на светским првенствима у дворани представљао 1 атлетичар који се такмичио у трци на 60 метара.,
На овом првенству такмичар Сијера Леонеа није освојио ниједну медаљу нити је остварио неки резултат.

## Учесници
Мушкарци:
- Адел Сесај — 60 м

## Резултати

### Мушкарци
| Атлетичар  | Дисциплина | Лични рекорд | Квалификације | Квалификације | Полуфинале           | Полуфинале           | Финале               | Финале       | Детаљи |
| Атлетичар  | Дисциплина | Лични рекорд | Резултат      | Место         | Резултат             | Место                | Резултат             | Место        | Детаљи |
| ---------- | ---------- | ------------ | ------------- | ------------- | -------------------- | -------------------- | -------------------- | ------------ | ------ |
| Адел Сесај | 60 м       | 6,87         | 7,08          | 8. у гр. 6    | Није се квалификовао | Није се квалификовао | Није се квалификовао | 41 / 49 (52) |        |